# BAAD (アルバム)
『BAAD』（バード）はロックバンドBAADのアルバム。

## 内容
先行シングル「君が好きだと叫びたい」を含む全10曲。シングル収録曲以外は、大田紳一郎による作曲。「街は優しく色づいていく」は、関西テレビ「愛と疑惑のサスペンス」エンディングテーマ。テレビオンエア、サントラは冒頭の歌詞を歌わない。

## 収録曲
1. 君が好きだと叫びたい
2. Do you wanna hold me?
3. Misty Love
4. Just Take My Heart
5. WILD THING
6. 傷付いても止まらないでいたい
7. 愛したい愛せない
8. 街は優しく色づいてく
9. I will never say good-bye
10. どんな時でもHold Me Tight

作詞:山田恭二(1～10)
作曲:多々納好夫(1)、大田紳一郎(2～6、8、9)、羽田一郎(7)、瀬木祐未子(10)
編曲:明石昌夫(1～6、8～10)、葉山たけし(7)

## 参加ミュージシャン
- 生沢佑一(TWINZER) - コーラス
- 勝田かず樹(DIMENSION) - サックス
- 増田隆宣 - オルガン
- 葉山たけし - ギター、プログラミング
- 明石昌夫 - プログラミング